# Io sono Li
Io sono Li è un film del 2011 diretto da Andrea Segre.

## Trama
Shun Li è un'immigrata cinese che lavora a Roma in una fabbrica tessile facendo molto più del necessario per pagare il suo debito e far venire in Italia il figlio, rimasto in Cina. Per questo viene trasferita a Chioggia per fare la barista in un'osteria frequentata soprattutto da vecchi pescatori. Qui sorgono alcuni problemi, primo fra tutti la lingua, ma fortunatamente Li farà amicizia con un vecchio pescatore chiamato il poeta (per la sua versatilità a comporre versi al momento), jugoslavo immigrato in Italia da ormai 30 anni.
Tra Shun Li e il pescatore nasce piano piano una relazione che agli inizi è mal vista da tutti, sia italiani che cinesi. Per evitare che tale situazione influisca negativamente sulla possibilità che arrivi il figlio, Shun Li interrompe la relazione e va a lavorare in una fabbrica di import-export. Un giorno, molto prima del previsto, con sua grande gioia arriva il figlio dalla Cina e si chiede chi abbia pagato il suo debito: il pensiero di Shun Li va subito al suo amico di Chioggia e cerca di informarsi, ma un'amara sorpresa la attende.

## Distribuzione
Dopo essere stato presentato alle Giornate degli Autori della 68ª Mostra internazionale d'arte cinematografica di Venezia, il film è stato distribuito nelle sale italiane il 23 settembre 2011.

## Riconoscimenti
Nel settembre 2011 il film ha ottenuto 3 riconoscimenti alla 68ª Mostra internazionale d'arte cinematografica di Venezia: il Premio Fedic “per l'originalità di un racconto che intrecciando abilmente la fiction e il documentario ci dona un ritratto efficace e convincente della realtà di oggi”, il Premio Lanterna Magica (CGS) e il Premio Lina Mangiacapre.
Nell'ottobre 2011 è stato selezionato sia, con una menzione speciale, dalla giuria dell'8º Reykjavík International Film Festival del 2011 "per la poesia e la grazia impiegati nel trattamento del tema della integrazione (o mancata integrazione) degli immigrati nella società occidentale" che al 55° Times BFI London Film Festival.
Nel novembre 2011 ha vinto il Premio Eurimages al Festival del Cinema Europeo di Siviglia per la migliore co-produzione europea con la motivazione di "aver trattato un argomento d'attualità come quello dell'immigrazione e dell'integrazione con sensibilità e senza pretese (che non diminuisce la qualità e complessità) e per avere usato saggiamente le potenzialità espressive del mezzo cinematografico. In breve, il film affronta un tema così complesso come le relazioni umane e il lavoro". Il premio ricevuto di 20000 € sarà utilizzato per finanziare la distribuzione del film in Spagna.

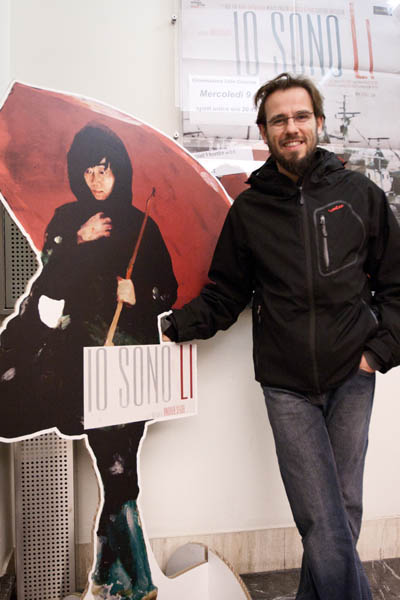
Il regista durante una presentazione del film.

Nel 2012 al Bif&st di Bari vince il Premio Franco Cristaldi per il miglior film e il Premio Giuseppe Rotunno per il miglior direttore della fotografia. Nello stesso anno vince l’Arco d'oro quale miglior film all'Est Film Festival di Montefiascone.
- 2012 - David di Donatello[7]
  - Migliore attrice protagonista a Zhao Tao
  - Nomination Miglior regista esordiente a Andrea Segre
  - Nomination Miglior produttore a Francesco Bonsembiante
  - Nomination Miglior attore non protagonista a Giuseppe Battiston
- 2012 - Premio LUX del Parlamento europeo
- 2012 - Bobbio Film Festival
  - Premio "Gobbo d'oro" al Miglior Film a Andrea Segre
  - Premio del Pubblico a Andrea Segre
  - Premio "Beppe Ciavatta" - Miglior regista esordiente a Andrea Segre
- 2012 - Ciak d'oro
  - Migliore fotografia a Luca Bigazzi[8]

## Curiosità
Il bar in cui lavora Li esiste anche nella realtà: si tratta dell'Osteria Paradiso, che si trova a Chioggia ed è frequentata da pescatori e gestita da cinesi.